# Hugh Padgham
Hugh Charles Padgham (Amersham, 15 februari 1955) is een Engels muziekproducer en geluidstechnicus. Hij won 4 Grammy Awards: Producer van het jaar en album van het jaar in 1985, album van het jaar in 1990 en geluidstechnicus van het jaar in 1993. Padgham werkte met veel Britse artiesten waaronder Phil Collins, Peter Gabriel, XTC, Genesis, Human League, Sting en The Police.
Padgham ontwikkelde samen met Peter Gabriel, Phil Collins en producer Steve Lillywhite de "gated reverb", een drumeffect dat beroemd werd door Collins' nummer "In the Air Tonight".

## Geproduceerde albums
- Phil Collins : Face Value (1981), Hello, I Must Be Going (1982), No Jacket Required (1985), ...But Seriously (1989), Dance into the Light (1996)
- The Police : Ghost in the Machine (1981), Synchronicity (1983)
- Split Enz : Time and Tide (1982), Conflicting Emotions (1983)
- XTC : English Settlement (1982)
- Genesis : Abacab (1981), Genesis (1983), Invisible Touch (1986)
- David Bowie : Tonight (1984)
- The Human League : Hysteria (1984)
- Howard Jones : One to One (1986)
- Paul McCartney : Press to Play (1986)
- Paul Young : Between Two Fires (1986)
- Dream Academy : Remembrance Days (1987)
- The Fixx : React (1987)
- Sting : …Nothing Like the Sun (1987), The Soul Cages (1991), Ten Summoner's Tales (1993), Mercury Falling (1996)
- Tin Machine : Tin Machine II (1991)
- Melissa Etheridge : Yes I Am (1993), Your Little Secret (1995)
- Bee Gees : Still Waters (1997)
- 311 : Soundsystem (1999)
- The Tragically Hip : In Violet Light (2002
- McFly : Room on the 3rd Floor (2004), Wonderland (2005)

- Andere samenwerkingen: Mike & the Mechanics, Sheryl Crow, David Bowie, Paula Cole, Hall & Oates, Elton John, Youssou N’Dour, Frank Zappa, ...

- Library of Congress Control Number: no2007060553
- MusicBrainz: d8297d32-7a44-4d8a-95ae-7b525f6e46d5
- Nederlandse Thesaurus van Auteursnamen: 070655146
- Virtual International Authority File: 65148996010959752510
- WorldCat: E39PBJhH3BdTjjFwMrGQXYWbh3